# Colin Sturgess
Colin Sturgess, (Wakefield, West Yorkshire, 15 de desembre de 1968) fou un ciclista britànic que combinà tant el ciclisme en pista com la ruta. Fou professional des del 1989 fins al 1999. Va participar en els Jocs Olímpics de Seül i va guanyar dues medalles, una d'elles d'or, als Campionats del món de Persecució.

## Palmarès en pista
- 1989
  -  Campió del món en Persecució

## Palmarès en ruta
- 1990
  -  Campió del Regne Unit en ruta